# 普斯陶亨切
普斯陶亨切，是匈牙利托尔瑙州所辖的一个村，总面积31.71平方公里，总人口1003，人口密度31.6人/平方公里（2010年1月1日）。